# Geschichte der Juden in Tunesien
Von der Antike bis zur Mitte des 20. Jahrhunderts lebten zahlreiche Juden in Tunesien. In ihren Gemeinden lebten sie gemäß ihrer Religion und ihrer Kultur.

## Antike
Die Ansiedelung von Juden in Tunesien liegt im Dunkeln, der Sage nach kamen die ersten Juden nach der Zerstörung des ersten Tempels in Jerusalem durch Nebukadnezar im Jahr 586 v. Chr. In Karthago, zerstört 146 v. Chr., hat man bei Ausgrabungen Häuser gefunden, die jüdische Spuren zeigen. Ab dem 2. Jahrhundert existieren jüdische Gemeinden in der römischen Provinz Africa. In Gamarth, in der Nähe von Karthago, wurde eine Nekropole ausgegraben, die mehr als 200 Grabkammern enthielt. In Naro, heute Hammam-Lif, gab es im dritten oder vierten Jahrhundert eine Synagoge. Nach der Christianisierung des Römischen Reiches unter Konstantin nahm der Druck auf die Juden zu, unter den Vandalen nahm er wieder ab und die Juden unterstützten die neuen Herrscher. Nachdem Justinian I. die Vandalen vertrieben hatte, wurden die Juden, als Strafe für ihre Unterstützung, wie die Arianer oder die Donatisten unterdrückt.

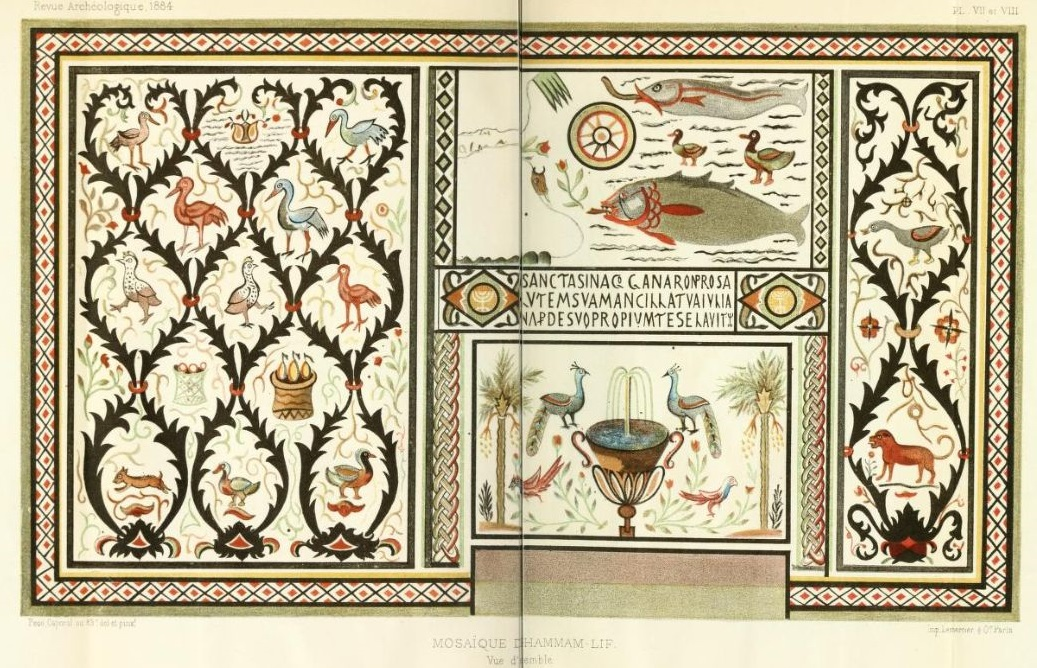
Aquarell des Mosaiks im Hauptraum der Synagoge von Naro, heute Hammam Lif

Seit ihrer ersten Einwanderung lebten die Juden mit den Berbern zusammen, unter wechselnder phönizischer, römischer, vandalischer und schließlich byzantinischer Herrschaft.

## Unter islamischer Herrschaft
Nach der islamischen Eroberung im 7. Jahrhundert durften Christen und Juden ihrem Glauben treu bleiben. Für den Islam waren sie als Ahl-al-Kitâb (arab.: Volk des Buches) anerkannt, aber nicht gleichberechtigt. Sie bekamen den Sonderstatus der Dhîmmi (der Beschützten) und mussten dafür Tribut, Jizya, zahlen. In Kairouan, der ersten Hauptstadt des Landes, gab es die größte jüdische Gemeinde. Sie waren meist Händler, hatten einen eigenen Markt und lebten in einem eigenen Viertel mit Schulen, Synagogen und eigenem Gericht. Trotz verschiedener Krisen gilt die Zeit des neunten, zehnten und Beginn des elften Jahrhunderts als „Goldenes Zeitalter“, in dem auch die Juden im Wohlstand lebten. Nach dem hilalianischen Einfall um 1048 mussten die Juden Kairouan verlassen und ließen sich in den Küstenstädten nieder. In Tunis entstand ein erstes jüdisches Viertel. Nach der Vertreibung der Juden aus Spanien im Jahre 1492 kamen spanische Juden nach Tunesien und vergrößerten die Gemeinden. In Tunis lebten ca. 80 % aller Juden Tunesiens. Die neu zugewanderten Juden lebten innerhalb der alten Judenviertel in eigenen Gemeinden und hatten auch eigene Synagogen und Rabbiner.
Ab dem 17. Jahrhundert und während des 18. Jahrhunderts spielten die Juden eine bedeutende Rolle im wirtschaftlichen Leben Tunesiens. Sie arbeiteten als Händler, Bankiers oder übten zahlreiche kommerzielle und handwerkliche Berufe aus. Insbesondere im Handel mit Europa hatten sie eine führende Stellung, auch gegen die Konkurrenz der französischen Händler. Auch als Geldverleiher hatten sie eine starke Stellung, da im Islam das Zinsverbot galt. Mit dem erworbenen Kapital gründeten sie auch Textilfabriken. Aktiv waren die Juden auch in der Finanzverwaltung des Herrschers, sie organisierten die Geldherstellung und Verteilung. Trotz aller Erfolge galten für die Juden weiterhin Einschränkungen bei der Kleidung und spezielle Steuern. Mohammed Bey erließ im Jahre 1857 den „Fundamental-Akt“, der die Gleichstellung der Juden brachte. Die jüdische Gemeinde genoss während des ganzen 19. Jahrhunderts weiterhin eine relative Autonomie, die es ihr erlaubte, ihren Kultus zu pflegen, ihre Kinder auszubilden, Nothilfe für Kranke und Bedürftige zu gewähren und ein eigenes Gericht zu haben.
Zunächst wohnten die Juden außerhalb der Städte, später durften sie sich innerhalb der Städte niederlassen, in eigenen Vierteln, Hara genannt. Diese waren keine Ghettos, sondern freiwillige Zusammenschlüsse und nicht vom Rest der Stadt abgetrennt. Wenn neue Bewohner zuzogen, mieteten sie auch Wohnungen in benachbarten Straßen, die von Muslimen bewohnt waren. Die beiden Gemeinschaften lebten eng zusammen.

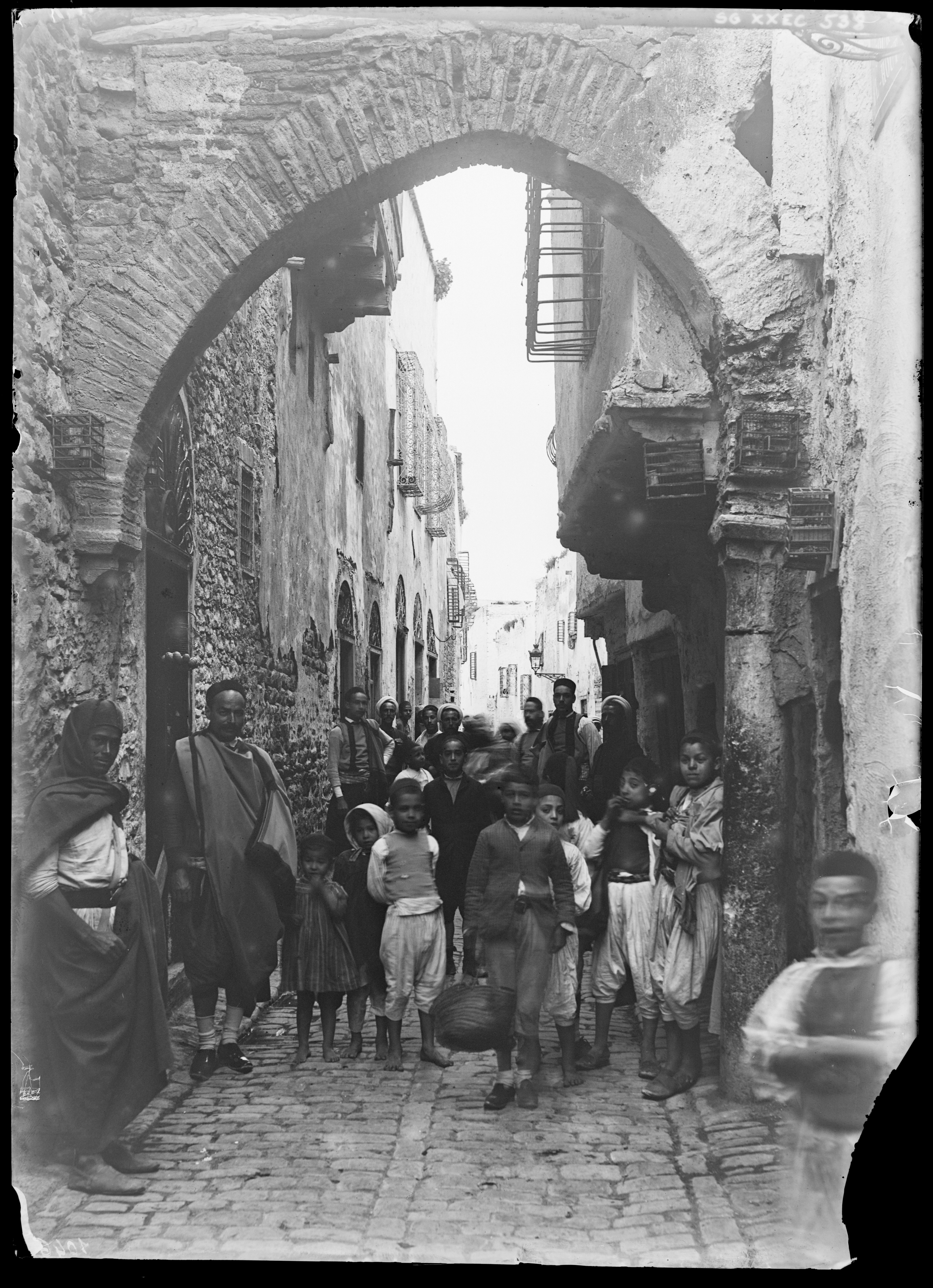
Tunis, Souk-el-Grana (jüdisches Viertel)

## Kolonialzeit
Die Kolonisation Tunesiens im Jahre 1881 wurde von der tunesisch-jüdischen Bevölkerung begrüßt. Die Juden hofften, dass sie von den Veränderungen, die Frankreich durchführen würde, profitieren könnten. Nach 1900 waren sie in der Kreditbranche erfolgreich, in kleinen Dörfern verliehen die Juden Geld an Landwirte und Handwerker. Durch die Kolonisation wuchs der Wohlstand und die Bildung der Juden, die Kleidung wurde „europäisch“, die arabische Sprache wurde durch Französisch ersetzt. Gleichzeitig verarmte die muslimische Bevölkerung.

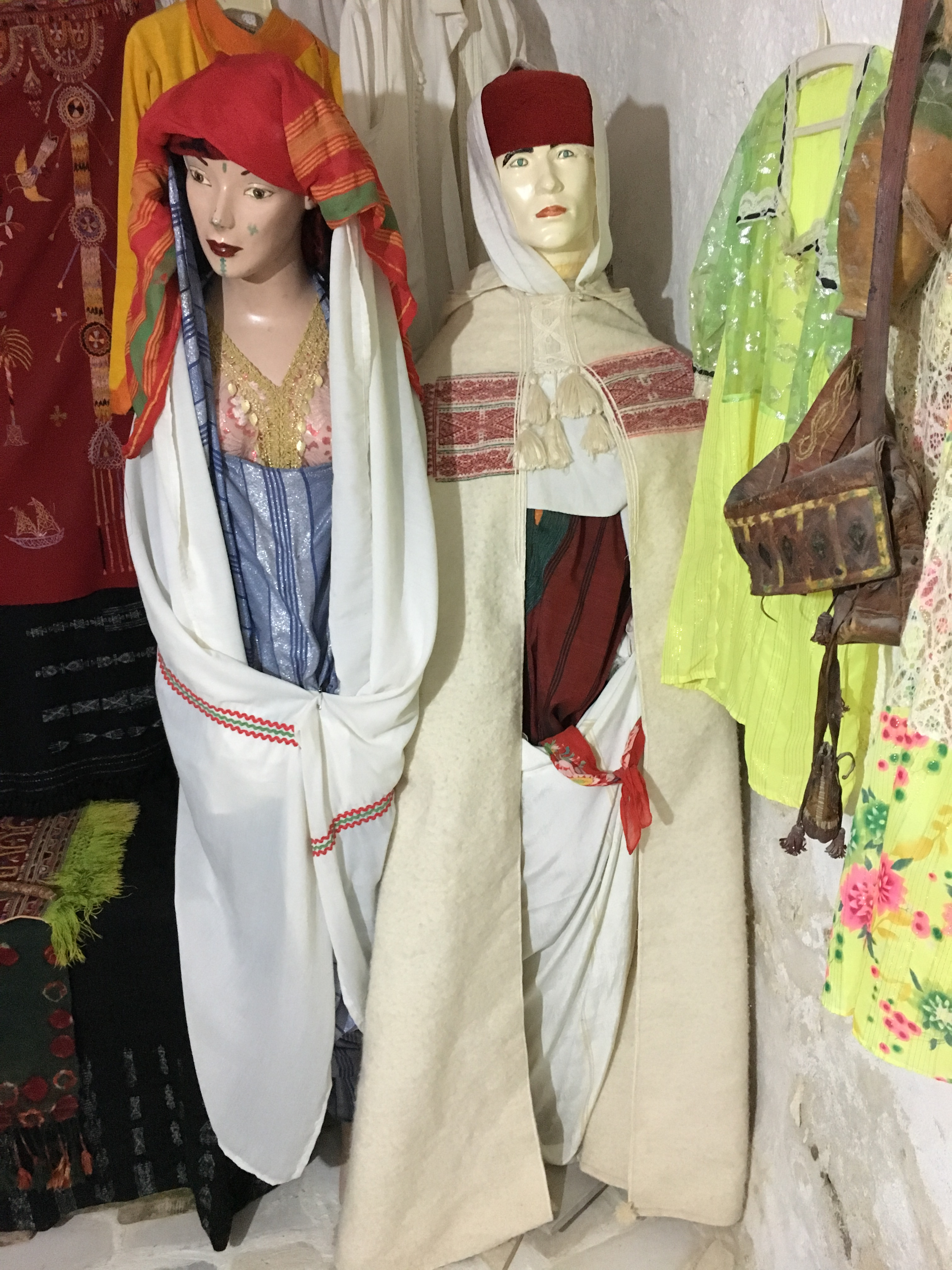
Traditionelle Berberkleidung im Museum von Tamezret

 Zu Beginn des 20. Jahrhunderts wuchs die Kluft zwischen Juden und Muslimen. Nach der Balfour-Erklärung 1917 wuchs in Tunesien der Zionismus unter den Juden. Die französische Verwaltung schätze 1906, dass die tunesische Bevölkerung ca. 130.000 Europäer, 1,7 Mio. Muslime und 64.000 Juden umfasste.
Mit der Kolonisation begann sich das jüdische Bildungssystem zu ändern. Bereits 1878 richtete die Alliance Israélite Universelle (AIU) eine Schule für Knaben in Tunis ein. Nach dem Abschluss des Bardo-Vertrags wurden weitere Schulen gegründet, auch für Mädchen, die Hauptunterrichtssprache wurde Französisch. Neben den üblichen Fächern wurden auch Handwerk und Landwirtschaft unterrichtet. Dies war ungewöhnlich, da den Juden lange Zeit der Zugang zu Handwerk und Landwirtschaft verboten war. Der beginnende Zionismus führte zu einem Wandel, wenn die Juden einen eigenen Staat gründen wollten, mussten sie alle wirtschaftlichen Gebiete abdecken können. 
David Cazès wurde 1878 von der AIU mit dem Aufbau einer Infrastruktur für die jüdischen Schüler in Tunesien beauftragt. Er ist 1850 in Marokko geboren, ging in eine AIU Schule und studierte Pädagogik in Frankreich. In Tunesien eröffnete er Schulen im ganzen Land und arbeitete eng mit der französischen Kolonialverwaltung zusammen. Der Lehrplan bestand aus den üblichen französischen Fächern und jüdischer Geschichte und Religion. Zunächst bevorzugte er die französische Zivilisation als Lehrziel, mit geringem jüdischen Anteil, die AIU opponierte und er hielt sich daran. Neben der Pädagogik galt Cazès spezielles Interesse der Geschichte. 1888 erschien sein Werk über die Geschichte der Juden in Tunesien, das erste wissenschaftliche Werk über dieses Thema. Zu seiner Zeit wuchs der Antisemitismus in Tunesien, er bekämpfte ihn, nicht nur als Jude, sondern auch, weil er die Aussage, die Juden wären eine eigene Rasse, ablehnte. Er plädierte dafür, dass die Juden in Tunesien eine Art Mittler zwischen den moslemischen Einheimischen und der französischen Kolonialmacht spielen könnten. Aus jüdische Sicht war das Neue an seinem Werk die wissenschaftliche Herangehensweise, die übliche jüdische Tradition beruhte auf Überlieferungen und religiösen Glaubenssätzen.
Viele Eltern schickten ihre Kinder auch auf die französischen Schulen, wo auf ihren Glauben Rücksicht nahm, sie mussten z. B. nicht an jüdischen Feiertagen oder am Schabbat zur Schule. Viele Reformen stießen bei traditionellen Juden auf Widerstand.
Die französischen Kolonisatoren übernahmen immer größere Teile der tunesischen Wirtschaft, durch Aufkauf von Land, durch Gründung von Handelsunternehmungen und von Fabriken. Der Import von europäischen Waren ruinierte traditionelle Handwerke. Dies alles führte zu einem zunehmenden Hass auf die Kolonialherren. Die Franzosen versuchten, diesen Hass auf die Juden, die wirtschaftlich erfolgreicher waren, umzulenken. Der Antisemitismus war zu Anfang des 20. Jahrhunderts in Frankreich verbreitet und wurde auch in Tunesien propagiert. Ende des 19. Jahrhunderts kam es zu Zusammenstößen zwischen Moslems und Juden, zunächst in der Altstadt von Tunis, dann auch in anderen Vierteln. Die Kolonialverwaltung unternahm wenig dagegen. Damit begann eine zunehmende Entfremdung von Moslems und Juden in Tunesien.
Ab 1905 gab es Bestrebungen der jüdischen Tunesier, der französischen Justiz zu unterliegen und die französische Staatsangehörigkeit zu erhalten. Die Juden versprachen sich Vorteile, da sie die rabbinische und osmanische Justiz als veraltet und festgefahren ansahen. Sie kritisierten auch die Qualität des tunesischen Rechtssystems. Ihre muslimischen Mitbürger wollten das bestehende System verbessern. Daraus entwickelte sich eine neue Qualität des jüdisch-muslimischen Konflikts. 1919 erließ die französische Kolonialverwaltung ein neues Staatsbürgerschaftsrecht, welches den Übergang zur französischen Staatsbürgerschaft regelte, die Voraussetzungen waren aber so streng, dass nur wenige Tunesier darunter fielen. Die Sympathie der Juden für Frankreich ging zurück, „Freiheit, Gleichheit, Brüderlichkeit“ hatte man sich anders vorgestellt. 1925 gab es Bestrebungen Frankreichs, mehr Juden die französische Staatsbürgerschaft zu erteilen, der Erfolg war gering, die Abneigung der Moslems gegen die Juden nahm zu.

1917 kam es zu Unruhen unter der moslemischen Bevölkerung. Viele Tunesier waren zum Militärdienst während des Ersten Weltkriegs eingezogen worden, viele wurden verletzt oder getötet. Sie fanden, dass ihre Opfer von den Kolonialbehörden nicht anerkannt wurden und protestierten. Die Kolonialbehörden versuchten, den Zorn der Muslime auf die Juden umzulenken, was auch teilweise gelang. Die Juden waren vom Militärdienst befreit. 1917 kam es dadurch zu einer antijüdischen Bewegung einer Stärke, wie sie das Land noch nie erlebt hatte. Es kam zu Plünderungen jüdischer Geschäfte und Häuser, vor allem in den Großstädten. Dies führte zu einer Verstärkung der zionistischen Bewegung in Tunesien. 1911 gründete Alfred Valensi die erste zionistische Bewegung in Tunesien. Zunächst von den niederen Klassen wie Tagelöhnern und Kleinhändlern unterstützt, schlossen sich bald Mitglieder der Oberschicht wie Ärzte, Anwälte und Journalisten, später sogar Rabbiner an. Die Bewegung blieb schwach, bis zur Balfour-Deklaration und den Unruhen von 1917.

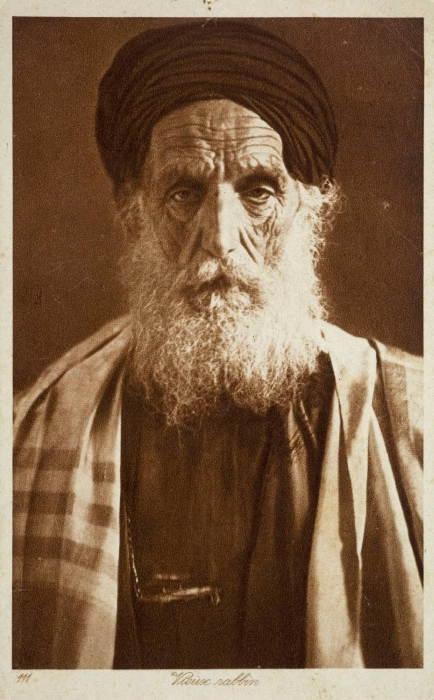
Tunesischer Rabbiner, ca. 1920

Ab 1929 wurde die zionistische Bewegung stärker, Grund waren drei Ereignisse: die Wirtschaftskrise 1929, Hitlers Machtergreifung 1933 und der Stopp der Einbürgerung der Tunesier durch die Franzosen. Dadurch wurde aus der Sympathie für den Zionismus ein ernsthaftes Engagement. Allerdings wanderten zwischen 1932 und 1939 nur 90 Personen aus Tunesien nach Palästina ein. Unter den Muslimen wuchs die Nationalpartei, die Destour, an. Diese war zunächst nicht antisemitisch, aber gegen den Zionismus, den sie als einen Verrat an der tunesischen Sache betrachtete.
1936 kam die Front Populaire, eine linke Regierung, in Frankreich an die Macht, gleichzeitig nahm die faschistische Bewegung zu und mit ihr der Antisemitismus. Die meisten französischen Bewohner Tunesiens unterstützen den Faschismus. Zur selben Zeit begannen die Auseinandersetzungen in Palästina zwischen den arabischen Einwohnern und den jüdischen Einwanderern. Dies beeinträchtigte das Verhältnis der Moslems und der Juden in Tunesien.
1942/43 war Tunesien 6 Monate lang von deutschen Truppen besetzt. Schon ab 1940 wurden die antisemitischen Maßnahmen des Vichy-Regimes wirksam und führten zu Zusammenstößen zwischen Juden und Muslimen. Während der Besetzung erlitten die Juden Unterdrückung und Verfolgung durch die deutschen Generäle von Nehring und von Arnheim. Darunter war auch die Verpflichtung zur Zwangsarbeit, viele Juden flüchteten davor und konnten sich mithilfe ihrer muslimischen Nachbarn bis zum Ende der Besetzung verborgen halten. Jüdischer Besitz wurde beschlagnahmt, die jüdischen Gemeinden mussten kollektive Geldstrafen bezahlen.

## Nach der Unabhängigkeit
Schon vor der Unabhängigkeit Tunesiens wanderten viele Juden in den neu gegründeten Staat Israel aus, insgesamt ca. 30.000 Juden emigrierten zwischen 1948 und 1957 nach Israel. 1954 wurde der Grundstein für das jüdische Gemeindehaus in Tunis gelegt.

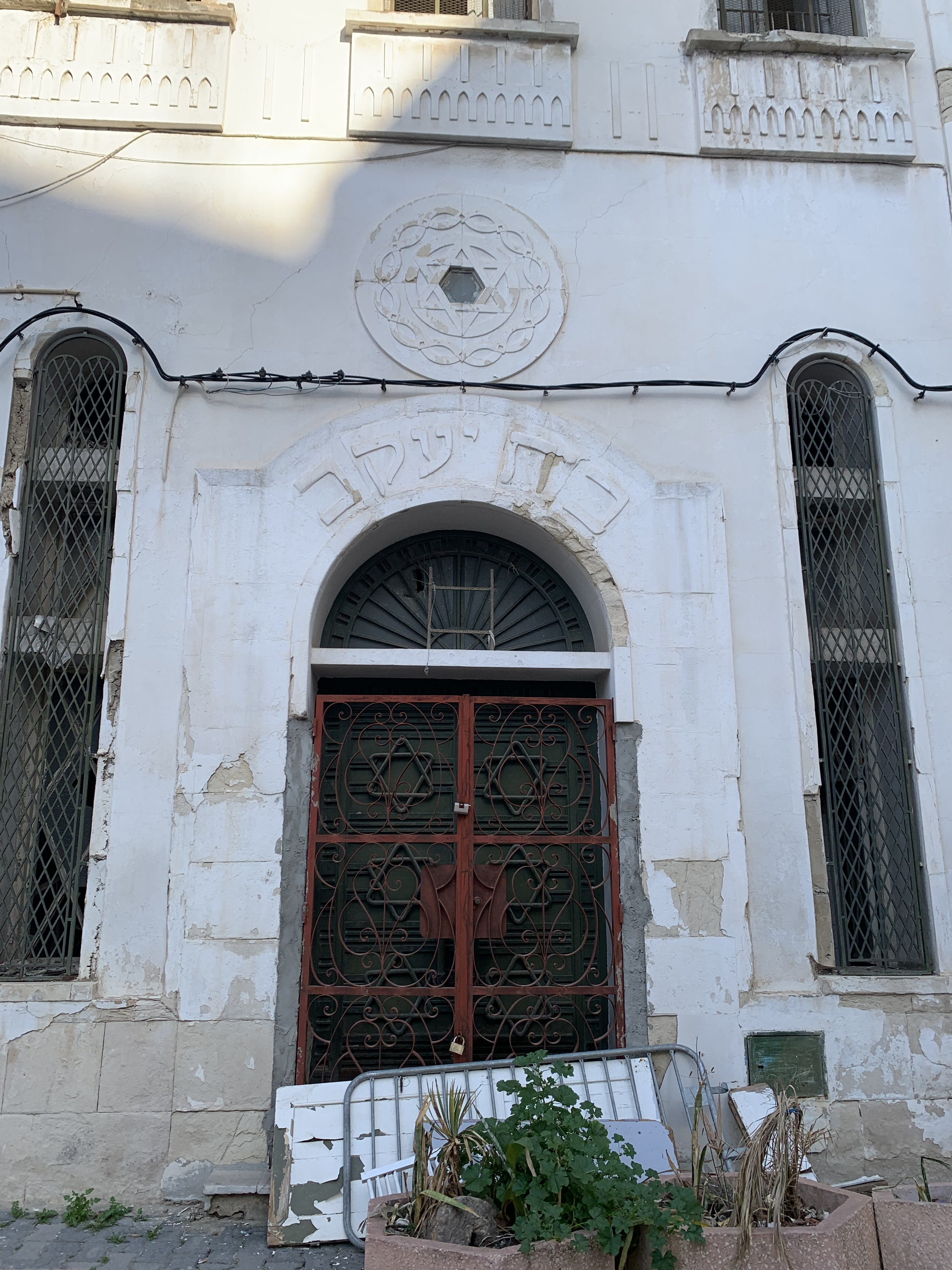
Ehemalige Synagogue Bet Yaakov in Tunis

Der Premierminister Tunesiens erklärte bei dieser Veranstaltung von Neuem, dass die tunesische Regierung die friedliche, gleichberechtigte und brüderliche Koexistenz der Juden und Muslime in Tunesien fördern würde. Die neue tunesische Regierung schaffte 1956 die alten islamischen und jüdischen Rechtssysteme ab und ersetzte sie durch ein modernes Rechtssystem, welches für alle Tunesier galt. Dies beendete die interne Autonomie, die die jüdische Gemeinde als Minderheit jahrhundertelang genossen hatte. Mit der Unabhängigkeit Tunesiens nahm die Auswanderung zu, jetzt vor allem nach Frankreich, aber auch weiterhin nach Israel. Zwei Ereignisse verstärkten die Auswanderung: die Bizert-Krise 1961 und der Sechstagekrieg 1967. Diese beiden Ereignisse markierten für das tunesische Judentum den Anfang des Endes. Das 13 Jahrhunderte währende Zusammenleben von Berbern, Arabern und Juden ging zu Ende.